# Sherburn House
Sherburn House – osada w Anglii, w hrabstwie Durham. Leży 4 km na wschód od miasta Durham i 374 km na północ od Londynu.